# Neonymphon sp.
Neonymphon sp. is een zeespin uit de familie Nymphonidae. De soort behoort tot het geslacht Neonymphon. Neonymphon sp. werd in 1978 voor het eerst wetenschappelijk beschreven door Stock. 